# Хорхе Ендрю
Хорхе Ендрю (ісп. Jorge Andrew; нар. 2 листопада 1951) — колишній венесуельський тенісист.
Найвищу одиночну позицію світового рейтингу — 66 місце досяг 31 грудня 1978, парну — 854 місце — 3 січня 1983 року.
Найвищим досягненням на турнірах Великого шолома було 3 коло в одиночному розряді.
Завершив кар'єру 1997 року.

## Фінали за кар'єру

### Парний розряд (3 поразки)
| Результат | W/L | Дата     | Турнір            | Покриття | Партнер          | Суперники                        | Рахунок  |
| --------- | --- | -------- | ----------------- | -------- | ---------------- | -------------------------------- | -------- |
| Поразка   | 0–1 | Лип 1974 | Дублін, Ірландія  | Outdoor  | Літо Альварес    | Колін Даудесвелл Джон Юїлл       | 3–6, 2–6 |
| Поразка   | 0–2 | Лис 1977 | Богота, Колумбія  | Ґрунт    | Карлус Кірмайр   | Ганс Гільдемайстер Белус Прахокс | 4–6, 2–6 |
| Поразка   | 0–3 | Чер 1979 | Берлін, Німеччина | Ґрунт    | Станіслав Бірнер | Карлус Кірмайр Іван Лендл        | 2–6, 1–6 |